# Aphareus furca
Aphareus furca es una especie de peces de la familia Lutjanidae en el orden de los Perciformes.

## Morfología
• Los machos pueden llegar alcanzar los 70 cm de longitud total y 906 g de peso.

## Alimentación
Come principalmente peces, aunque los crustáceos también forman parte de su dieta.

## Hábitat
Es un pez de mar de clima tropical y asociado a los  arrecifes de coral que vive entre 1-122 m de profundidad.

## Distribución geográfica
Se encuentra desde el África Oriental hasta las Hawái, el sur del Japón  y Australia.

## Uso comercial
Se comercializa fresco.